# 東京新聞社杯高松宮賞争奪将棋選手権戦
東京新聞社杯高松宮賞争奪将棋選手権戦（とうきょうしんぶんしゃはいたかまつのみやしょうそうだつしょうぎせんしゅけんせん）とは1956年（第1回）から1966年（第11回）まで開催されていた、東京新聞社主催のプロ将棋の公式棋戦。略称は東京新聞社杯または高松宮賞。1967年に東京新聞社が中日新聞社に業務譲渡されたのに伴い、中日新聞社主催の王位戦に統合された。
棋戦はトーナメント形式で争われ、決勝は三番勝負が行われた。優勝者には「東京新聞社杯」が贈られ、優勝者以外の名局を生んだ棋士には高松宮宣仁親王から「高松宮賞」が贈られた。高松宮賞はのちに敢闘賞の意味合いを帯びるようになった。棋士の一般棋戦優勝回数の記録では、優勝者（東京新聞社杯獲得者）だけでなく高松宮賞受賞者も優勝と同列に扱われている。

## 歴代トーナメント
| - 色付きが優勝者。 - ○●は優勝者から見た勝敗。千は千日手、持は持将棋。 |

| 回 | 年度 | 優勝者     | 勝敗 | 準優勝者   | 高松宮賞受賞者 |
| -- | ---- | ---------- | ---- | ---------- | -------------- |
| 1  | 1956 | 加藤一二三 | ○○   | 北村昌男   | 下平幸男       |
| 2  | 1957 | 丸田祐三   | ○●○  | 大山康晴   | 梶一郎         |
| 3  | 1958 | 丸田祐三   | ○○   | 関根茂     | 関根茂         |
| 4  | 1959 | 原田泰夫   | ○○   | 芹沢博文   | 芹沢博文       |
| 5  | 1960 | 大山康晴   | ○○   | 加藤博二   | 長谷部久雄     |
| 6  | 1961 | 大山康晴   | ○○   | 小堀清一   | 有吉道夫       |
| 7  | 1962 | 二上達也   | ●○○  | 塚田正夫   | 大友昇         |
| 8  | 1963 | 大野源一   | ○○   | 加藤博二   | 加藤博二       |
| 9  | 1964 | 加藤一二三 | ○●○  | 花村元司   | 花村元司       |
| 10 | 1965 | 山田道美   | ○●○  | 北村昌男   | 北村昌男       |
| 11 | 1966 | 有吉道夫   | ○●○  | 加藤一二三 | 加藤一二三     |